# Dorst (Calvörde)
Dorst – dzielnica gminy Calvörde w Niemczech, w kraju związkowym Saksonia-Anhalt, w powiecie Börde, w gminie związkowej Flechtingen.
Do 31 grudnia 2009 była to oddzielna gmina wchodząca w skład wspólnoty administracyjnej Oebisfelde-Calvörde. Do 30 czerwca 2007 należała do powiatu Ohre.